# Palazzo Vecchio
Palazzo Vecchio (italijansko: »Stara palača«) je mestna hiša Firenc v Italiji. Gleda na Piazza della Signoria s kopijo kipa Michelangelovega Davida in galerijo kipov v sosednji Loggia dei Lanzi.
Prvotno je bila imenovana Palazzo della Signoria, po vladajočem organu Republike Firence (Signoria Firence), kasneje pa je dobila tudi nekaj drugih imen: Palazzo del Popolo, Palazzo dei Priori in Palazzo Ducale, v skladu z različno uporabo v svoji dolgi zgodovini. Stavba je dobila svoje trenutno ime, ko je bilo stanovanje Medičejcev premaknjeno med Arnom in palačo Pitti. 

## Zgodovina
Leta 1299 so se komuna in ljudje v Firencah odločili, da zgradijo palačo, ki bi bila vredna mestnega pomena in da bi bila v času turbulence za sodnike varnejša. Arnolfo di Cambio, arhitekt Firenške stolnice in cerkve Santa Croce, je začel graditi na ruševinah Palazzo dei Fanti in Palazzo dell'Esecutore di Giustizia, nekoč v lasti družine Uberti. Giovanni Villani (1276-1348) je v svoji Nuova Cronica zapisal, da so Ubertiji »uporniki Firence in gibelinov«, ki navajajo, da je bila palača zgrajen zato, da se družinski domovi Ubertijev nikoli ne bodo ponovno zgradili na isti lokaciji.
Kockasta zgradba je izdelana iz trdnega, rustikalnega klesanca, z dvema vrstama dvojnih gotskih oken, vsako s trilistnim lokom. V 15. stoletju je Michelozzo Michelozzi dodal dekorativne bas-reliefe križa in florentinske lilije v spandrel med triliste. Stavba je okronana s prsobranom, podprtim z majhnimi loki in zvonikom. Pod loki je ponavljajoča vrsta devetih pobarvanih grbov Florentinske republike. Nekateri od teh lokov se lahko uporabljajo kot mašikule (spiombati) za spuščanje segretih tekočin ali kamnov na napadalce.
Trdna masivna stavba je okrepljena s preprostim stolpom z uro. Giovanni Villani je zapisal, da je Arnolfo di Cambio vgradil v star stolp družine Foraboschi novega, kot njegovo podstrukturo, (stolp, ki je bil takrat znan kot "La Vacca") zato pravokotni stolp višine 94 m ni v središču stavbe. Ta stolp vsebuje dve majhni celici, v katerih sta bila v različnih časih zaprta Cosimo de' Medici Starejši (1435) in Girolamo Savonarola (1498). Stolp je poimenovan po njegovem oblikovalcu Torre d'Arnolfo. Velika, enoročna stolpna ura je bila prvotno zgrajena leta 1353, delo Nicolòja Bernarda, vendar je bila leta 1667 zamenjana z repliko Georga Lederleja iz nemškega mesta Augsburg (Italijani se sklicujejo nanj kot Giorgio Lederle iz Augusta), ki jo je namestil Vincenzo Viviani.
Vojvoda Cosimo I. de 'Medici (pozneje je postal veliki vojvoda) je v maju 1540 preselil svoj uradni sedež iz palače Medici v Via Larga v Palazzo della Signoria, ki je zagotavljala varnost oblasti Medičejcev v Firencah. Ko je bil Cosimo kasneje premaknil v palačo Pitti, je uradno preimenoval svojo nekdanjo palačo v Palazzo Vecchio, "Stara palača", čeprav soseda mestnega trga, Piazza della Signoria, še vedno nosi originalno ime. Cosimo je naročil Giorgiu Vasariju izgradnjo nadzemnega koridorja, med Palazzo Vecchio, preko Uffizi, preko Ponte Vecchio do palače Pitti. Cosimo I. je preselil tudi sedež vlade na Uffizi.
Palača je pridobila nov pomen kot sedež združene italijanske začasne vlade od leta 1865 do leta 1970, ko so Firence postale začasna prestolnica Kraljevine Italije. Čeprav je večina Palazzo Vecchio zdaj muzej, ostaja kot simbol in središče lokalne uprave. Od leta 1872 je bila v njej pisarna župana Firenc in je sedež mestnega sveta. Stolp ima trenutno tri zvonove, najstarejši je iz 13. stoletja.

## Vhod
Nad prednjimi vhodnimi vrati je marmorni okras (frontispiz) iz leta 1528. Na sredi, obrobljen z dvema pozlačenima levoma, je kristogram, obdan s slavo nad besedilom (v latinici): »Rex Regum et Dominus Dominantium« (prevod: »Kralj kraljev in gospod gospodov«). To besedilo izvira iz leta 1851 in ne nadomešča prejšnjega besedila Savonarole [3], kot je omenjeno v vodnikih. Med letoma 1529 in 1851 sta bila obdana velikim ščitom z velikim vojvodskim grbom.
Michelangelov David je prav tako stal pred vhodom od njegovega dokončanja leta 1504 do leta 1873, ko je bil premeščen v galerijo Accademia. Replika, postavljena leta 1910, zdaj stoji na istem mestu, obdan s Herkulom in Kakom, Baccio Bandinellija.

## Dvorišča

### Prvo dvorišče
Prvo dvorišče je leta 1453 izdelal Michelozzo. V lunetah, visoko okoli dvorišča, so vrhovi cerkev in mestnih cehov. V središču je vodnjak iz porfirja Battiste del Tadda. Putto z delfinom na vrhu je kopija izvirnika Andrea del Verrocchia (1476), ki je zdaj na ogled v drugem nadstropju palače. Ta majhen kip je bil prvotno postavljen na vrtu vile Medici pri Careggi. Voda, ki teče skozi nos delfina, je pripeljana s cevmi iz vrtov Boboli.
V niši pred vodnjakom stoji Samson in Filistin, Pierino da Vincija.
Freske na stenah so vedute mest avstrijske habsburške monarhije, ki jih je leta 1565 naslikal Giorgio Vasari za poročno slavje Francesca I. de 'Medici, najstarejšega sina Cosima I. de' Medici, z nadvojvodino Johanno Avstrijsko, sestro cesarja Maksimilijana II. Med upodobljenimi mesti so Gradec, Innsbruck, Linz, Dunaj, Hall in Tirol, Freiburg im Breisgau in Konstanca. Nekateri so bili sčasoma poškodovani. [4]
Harmonično sorazmerni stebri, so spodaj gladki in žlebičeni, zgoraj pa bogato okrašeni z zlatim štukom.
Banjasti oboki so opremljeni z grotesknimi okraski.

### Drugo dvorišče
Drugo dvorišče, imenovano tudi "Carina", ima ogromne stebre, ki jih je leta 1494 zgradil Cronaca, da bi v drugem nadstropju podpirali velik Salone dei Cinquecento.

### Tretje dvorišče
Tretje dvorišče se je uporabljalo predvsem za pisarne mesta. Med prvim in drugim dvoriščem masivno in veličastno Vasarijevo stopnišče vodi do Salone dei Cinquecento.

## Salone dei Cinquecento
Ta najbolj občudovana soba je dolga 52 m in široka 23 m. Gradil jo je leta 1494 Simone del Pollaiolo, po naročilu Savonarola, ki je bil po zamenjavi Medičejcev v izgnanstvo duhovni vodja republike in je želel sedež Velikega sveta (Consiglio Maggiore), ki ga je sestavljalo 500 članov.
Kasneje je dvorano razširil Giorgio Vasari, tako da je veliki vojvoda Cosimo I. lahko sprejemal v tej dvorani. Med tem preoblikovanjem so bila izgubljena znana (vendar nedokončana) dela, med njimi Michelangelova Bitka pri Cascinu [5] in Bitka pri Anghiariju Leonarda da Vincija. Leonardu je bilo leta 1503 naročeno, da poslika eno dolgo steno z bojno sceno, ki poveličuje slavnostno zmago Firenc. Vedno je poskušal nove metode in materiale in se odločil za mešanje voska v njegove pigmente. Da Vinci je končal slikanje dela stene, vendar se ni dovolj hitro sušil, zato je prinesel lonce z vročim ogljem, da bi pospešil sušenje. Drugi so gledali od groze, ko je vosek fresk, ki se je raztopil zaradi močne toplote in barve, tekle po stenah in se zlivale na tla. Legenda pravi, da je Giorgio Vasari, ki je želel zaščititi Da Vincijevo delo, dejansko naredil lažen zid pred Bitko pri Anghiariju, preden je slikal svojo fresko. Poskusi, da bi našli originalno Da Vincijevo delo za Vasarijevo fresko, do zdaj še niso obrodili sadov.
Michelangelo ni nikoli pripravil risb za fresko, ki naj bi jo naslikal na nasprotni steni – papež Julij II. ga je poklical v Rim, da je poslikal Sikstinsko kapelo in mojstrove skice so uničili vneti mladi umetniki, ki so prišli, da jih preučijo in vzamejo drobce. Ohranjeni so okraski v tej dvorani, ki jih je naredil Giorgio Vasari in njegovi pomočniki med letoma 1555 in 1572, med njimi Livio Agresti iz Forlìja. Predstavljajo vrhunec manierizma in delajo to dvorano kot mojstrovino palače.
Na stenah so velike in razsežne freske, ki prikazujejo bitke in vojaške zmage Firenc nad Piso in Sieno.
- Zajetje Siene
- Osvojitev Porto Ercole
- Zmaga Cosima I. v Marcianu v Val di Chiana
- Poraz Pisancev pri stolpu San Vincenzo
- Maksimilijan Avstrijski poskuša osvojiti Leghorn
- Piso napadejo florentinski vojaki

- Risba Bitke pri Cascinu, Michelangelo, izgubljena freska
- Možna kopija originala izgubljene Da Vincijeve freske
- Peter Paul Rubens, kopija Da Vincijeve Bitka pri Anghiariju

Strop je sestavljen iz 39 plošč, ki jih je prav tako izdelal in poslikal Vasari in njegovi asistenti, in predstavljajo Velike epizode iz življenja Cosima I., mestne četrti in mesto samo ter proti sredini  apoteoza: Scena njegove glorifikacije kot Velikega vojvode Firenc in Toskane.
Na severni strani dvorane, ki jo osvetljujejo ogromna okna, je dvignjen podij, imenovan Udienza, ki ga je Bartolommeo Bandinelli zgradil za Cosima I., da bi sprejemal državljane in veleposlanike. Nad njim so freske zgodovinskih dogodkov; med njimi Bonifacij VIII. sprejema veleposlanike tujih držav in, ker so bili vsi Florentinci, rekel: »Vi Florentinci ste najpomembnejši«.
V nišah so skulpture Bandinellija: v središču je sedeč kip Leon X. (izklesal njegov učenec Vincenzo de'Rossi), na desni pa kip Karla V. krona Klement VII.. Šest kipov vzdolž zidu predstavlja Heraklejeva dela, delo de Rossija.
V osrednji niši na jugu dvorane je znana Michelangelova marmorna skupina Genij zmage (1533-1534), prvotno namenjena grobu Julija II. Kip je v tej dvorani postavil Vasari, leta 1868 pa je bil odstranjen v muzej Bargello, vendar se je leta 1921 vrnil.

### Studiolo Francesca I.
Na koncu dvorane je majhna stranska soba brez oken. Studiolo je bila majhna skrivnostna sobica, ki jo je Vasari izdelal v manierističnem slogu (1570-1575). Stene in banjast obok so napolnjene s slikami, štukaturo in kipi. Večina slik je iz Vasarjeve šole in predstavlja štiri elemente: vodo, ogenj, zemljo in zrak. Portret Cosima. I. in njegove žene Eleonore iz Toleda je izdelal Bronzino. Nežne bronaste skulpture so izdelali Giambologna in Bartolomeo Ammanati. Iz luknje Francesco gleda svoje ministre in častnike med sestanki v Salone dei Cinquecento. Razstavljen v desetletju izgradnje, je bil ponovno sestavljen v 20. stoletju.
Druge sobe v prvem nadstropju so Quartieri monumentali. Te sobe, stanovanje priorjev in del Leona X., je uporabljal župan kot pisarne in sprejemne prostore. Niso dostopni javnosti.

## Drugo nadstropje
Stopnišče, ki ga je oblikoval Vasari, vodi v drugo nadstropje. V nadstropju so apartmaji Elementov, Priorjev in Eleonore iz Toleda

### Sala degli Elementi
Te apartmaje (Sala degli Elementi) sestavlja pet sob in dve loži. Naročilo za te sobe je prvotno podaril Cosimo I. Giovanniju Battisti del Tasso. Po njegovi smrti so jih okrasili Vasari in njegovi pomočniki, ki so prvič delali za Medičejce. Te sobe so bile zasebni del Cosima I.
Soba elementov z alegoričnimi freskami Allegories of Water, Fire in Earth in na stropu predstavlja Saturn
Saturnova terasa imenovana po freski na stropu. Ima bajen pogled na Firence. Na jugovzhodu je Piazzale Michelangelo in trdnjava Belvedere. Vidni so tudi ostanki cerkve San Piero Scheraggio
Herkulova soba (the Sala di Ercole) je dobila ime po sliki na stropu. Tudi v tapiserijah so prikazane zgodbe o Herkulu. V sobi je Matija in otrok ter ebenovinasta skrinja, imenovana stipo z modrimi poldragimi kamni.
Hiša levov; Cosimo starejši je imel v palači levjo hišo. Pogosto jih je uril ali jih vabil z drugimi živalmi na velikih praznovanjih ob obisku papeža ali dostojanstvenikov.
Jupitrova soba imenovana po freski na stropu. Na stenah so florentinske tapiserije nareje po predlogah Stradana (16. stoletje). 
Kibelina soba; na stropu je ‘’Triumf Kibele in Štirje letni časi. Ob stenah so omarice s školjkami in bronom. Tla so bila izdelana leta 1556. Iz okna se vidi tretje dvorišče.
Soba Cere; motiv na stropu, ki ga je izdelal Doceno, Vasarijev učenec. Na stenah so florentinske tapiserije z lovskimi prizori, po predlogah Stradana. 

### Apartma Eleonore iz Toleda
V začetku leta 1540, ko je Cosimo sem preselil sedež vlade, so bili prostori prenovljeni in bogato opremljeni za bivalne prostore Eleonore iz Toleda.
Zelena soba je služila kot Eleonorina spalnica in je imela zelene barve sten. Okras na stropu je delo Ridolfa del Ghirlandaija. Majhna vrata v sobi označujejo začetek Vasarijevega koridorja, prehoda v palačo Pitti, ki ga je zgradil Vasari za Cosima I.
Kapela; mjhna, bogato okrašena kapela, ki meji z zeleno sobo, je v freski poslikal Madžar Angelo Bronzino in vsebuje nekatere njegove mojstrovine kot je Prečkanje Rdečega morja. Tasso je zgradil kot zasebno Eleonorino kapelo.
Soba Sabink imenovan po dekoraciji stropa. Nekoč je bila uporabljena za dvorne dame na dvoru Eleonore di Toledo. Vsebuje Portreti medičejskih princev, delo Sustermana, kipov florentinske umetniške šole in tapiserije Fevèreja.
Jedilnica; na stropu je Kronanje Estere, ki ga je okrasil Stradano, z napisom v čast Eleonore di Toledo. V sobi je umivalnik in dve tapiseriji Van Assela, ki predstavljata Pomlad in Jesen.
Penelopina soba; na stropu je Preteča Penelopa, v frizu pa Epizode iz Odiseje. Na stenah: Marija in otrok ter Marija in otrok s sv. Janezom, delo Botticellija.
Gualdradova soba je posvečena Vrlini, kot personifikaciji Gualdrada. Stropna slika Gualdrada je flamskega slikarja Jana Stradana, bolj znan pod italijanskim imenom Stradano. Ob steni je omara z modrimi mozaiki.

### Apartmaji priorijev
Te sobe so uporabljali priori (predstojniki) , ki so predstavljali firenške cehe.

#### Sala dell'Udienza
V sejni dvorani ali dvorani pravosodja so se srečevali priorji. Ima najstarejše dekoracije v palači.
Strop je izrezan kaseten, laminiran s čistim zlatom, delo Giuliana da Maiana (1470-1476). Na portalu kapele Signorie je napis v čast Kristusa (1529). Vhod v dvorano lilij ima marmorne obloge, ki sta jih izklesala brata Giuliano in Benedetto da Maiano. Intarziran les (intarzija) na vratih je delo Del Francioneja in prikazuje portrete Danteja in Petrarke.
Velike freske na stenah, ki prikazujejo zgodbe o Furiusu Camillusuu, delo Francesca Salviata, so bile izdelane sredi 16. stoletja. Ker je bil Salviati šolan v krogu okoli Rafaela v Rimu, te freske temeljijo na rimskih modelih in niso značilne za umetnost v Firencah. Marcus Furius Camillus je bil rimski general, omenjen v pisanjih Plutarha.

### = Kapela Signorije
Majhna vrata vodijo v sosednjo majhno kapelo, posvečeno sv. Bernardu, ki vsebuje relikvijo svetnika Tu so si priorji pomagali pri zagotavljanju božanske pomoči pri opravljanju svojih dolžnosti. V tej kapeli je Girolamo Savonarola izrekel svoje zadnje molitve, preden je bil obešen na Piazza della Signoria in njegovo telo zažgano.
Freske na stenah in stropu ozadju, ki posnemajo zlat mozaik, so delo Ridolfa Ghirlandaija. Posebno zanimanje je Sveta Trojica na stropu in Oznanjenje na steni nasproti oltarja. Na oltarju je bila slika, ki je predstavlja Sveto družino, Mariana Graziadei da Pescia, učenca Ridolfa Ghirlandaija. Zdaj je na razstavi v koridorju galerije Uffizi. Namesto tega je dobra slika svetega Bernarda neznanega umetnika.

#### Sala dei Gigli
Izrezljan strop dvorane lilij, kot se običajno imenuje ta soba, je okrašen s fleur-de-lys in kipom sv. Janeza Krstnika in Putti, delo Benedetta da Maiana in njegovega brata Giuliana. Zlata dekoracija fleur-de-lys na modrem ozadju na stropu in treh stenah se nanaša na (kratkotrajne) dobre odnose med Firencami in francosko krono.
Na steni so freske Domenica Ghirlandaija, poslikane leta 1482. Apoteoza svetega Zenobija, prvega svetnika zaščitnika Firenc, je bila naslikana s perspektivno iluzijo ozadja. V tem ozadju si lahko ogleda stolnico z Giottovo prvotno fasado in zvonikom. V luneti zgoraj je bas-relief Marija in otrok. Fresko obkrožajo freske znanih Rimljanov: na levi Brut, Gaj Mucij Scaevola in Camill ter desno Decij, Scipio in Cicero. Medaljoni rimskih cesarjev polnijo spandrile med odseki.
Po dolgotrajni obnovi je leta 1988 v tem prostoru dobil pomembno mesto (izvirni) Donatellov kip Judit in Holofernes.
Vrata na vzhodni steni vodijo do Stanza della Guardaroba (dvorana geografskih zemljevidov). Ta vrata so obkrožena z dvema temnima marmornima stebroma, prvotno iz rimskega templja

#### Stanza delle Mappe geografiche ali Stanza della Guardaroba
Dvorana geografskih zemljevidov ali Guardaroba je bila ambiciozna soba, ki je predstavljala znani svet 16. stoletja z razstavljanjem zbirke artefaktov in fresk kartografije, vse v zvezi z znanstvenimi instrumenti časa in astronomije. Iz različnih razlogov ni bila dokončana, vendar so računovodski izkazi Giorgia Vasarija, oblikovalca sob, podrobneje opisali predlagan namen in vizualizacijo prostora. Guardarobo je naročil Cosimo I. de' Medici, veliki vojvoda Toskane med njegovo večjo obnovo notranjosti palače. Gradnja Guardarobe se je začela leta 1563.
Zamisel guardarobe je podobna konec srednjeveških studioli, ki so bili majhni zasebni učni prostori, ki so vsebovali dragocene zbrane artefakte. Veliko dvornih rezidenc je imelo podobne prostore, vendar je Guardaroba Palazzo della Signoria eden prvih primerov, ki kartografijo integrira v svoje dekorativne elemente.
Guardaroba najbolje prevede na vrsto prostora za shranjevanje ali 'garderobo', njen namen pa je bil zbirka; zgodnja vrsta wunderkammer. Očitno so zbirke artefaktov in natančnih predmetov obstajale pred renesanso, vendar pa do renesanse ni bilo dosledno videti zbirk, ki bi bile ohranjene in interpretirane, znane kot wunderkammer. Vasarijev zapis o programu za guardarobo Cosima I. je namenjen ustvarjanju prostora za nekatere dragocene predmete v zbirki. Vasariju je prav tako naročil, da oblikuje prostor, ki naj bi bil primeren za obiskovalce, v končni fazi pa postane pol-javni galerijski prostor.
Mojster tesar Dionigi di Matteo Nigetti (aktiven v Firencah 1565-79) je izdelal fino oblikovane in izrezljane orehove omare in stropne plošče, ki jih je danes še vedno mogoče najti v sobi. Vsaka od vrat je bilo treba okrasiti s posodobljenim zemljevidom določene regije. Vasari jih je imenoval murali, Ptolemajeve table, ki priznavajo  Klavdiju Ptolemaju (rojen 127- umrl 145) pomemben prispevek k zgodovini in napredku kartografije. Odgovornost slikanja tabel je bila zaupana uglednemu kozmografu Egnaziu Dantiju, ki je bil kasneje odgovoren za zemljevide v Vatikanski galeriji, dvorani zemljevidov. Vsaka karta, skupaj 57, je bila naslikana neposredno na vrata kabineta, 53 od teh muralov je ohranjenih. Regije, prikazane na zemljevidu, bi ustrezale zbirki predmetov in artefaktov znotraj tega kabineta. Murali so bili razporejeni po vratih omar v dveh vodoravnih vrstah, ki predstavljajo hemisfere in so krmarile večino oboda prostora, prekinjene le na vratih in oknih. Postavitev zemljevidov na ta način je bila znana kot »cikel zemljevidov«, izraz Cosima I.. Morda je cikel razdeljen na dele tedaj znanih štirih kontinentov, Evrope, Azije, Afrike in Amerike. Guardaroba je bil eden izmed bolj nenavadnih projektov, ki jih je naročil Cosimo I., zato je Vasari napisal kratek zapis o svojem programu in njegovem napredku.
Poleg zemljevidov v omarah so krasile sobo še druge slike. Do 300 portretov tedaj znanih ljudi je obkrožalo najvišje dele zidov in bi se razkrili pod zelenimi zavesami. Med vrati v omare je bilo treba vgraditi naravoslovne risbe rastlinstva in živalstva, ki bi bila, kot je navedel Vasari, na zemljevidih v skladu z ustreznimi regijami podobno kot predmeti, ki so razkriti pod ustreznimi regijami. Zbrane predmete so uredili in vzdrževali kustosi in konzervatorji, imenovani guardarobiere, podobno kot v sodobnih muzejih.
Predmeti iz Amerike ali Novega sveta, kot so bili takrat omenjeni, so bili še posebej dragoceni, ker Italijanom ni bilo dovoljeno potovati brez dovoljenja Španije ali Portugalske. Namesto tega so to območje preučevali skozi predmete in Medičejci so imeli pomembno zbirko artefaktov iz Amerike, tudi veliko zbirko perjanic.
Digitalno rekonstrukcijo prostora, kot ga je zasnoval in opisal Giorgio Vasari, lahko najdete tukaj ()

## Mezanin
Mezanin je med prvim in drugim nadstropjem. V teh prostorih so renesančni in srednjeveški predmeti, ki jih dal Charles Loeser, ameriški zbiratelj in učenjak. Ta zbirka je ena najbolj dragocenih občinskih zbirk umetniške in zgodovinske vrednosti. Sobe so v stari palači in so bile v sredini 15. stoletja obnovljene. Je edini del palače, kjer so stropi iz 14. in 15. stoletja še vedno popolnoma vidni. Mati Cosima I., Maria Salviati, je živela v teh prostorih, ko se je Cosimo preselil družino iz Palazzo Medici v Palazzo Vecchio.